# ساداكو أوكاتا
ساداکو أوكاتا (باليابانية: 緒方貞子 ) (و. 1927  م) هي عالمة سياسة، ودبلوماسية، وبروفيسورة، من اليابان.

## مناصب
تولت منصب المفوض الأعلى لشؤون اللاجئين في الأمم المتحدة (1991–2001)، وسفير.

## التعليم
تعلمت في مركز الحقوق في جامعة جورجتاون، وجامعة كاليفورنيا، بركلي، ومدرسة كاتلين جابل ‏.

## جوائز
حصلت على جوائز منها:
- جائزة السلام لهسن  [لغات أخرى]‏ (2011)
- وسام الثقافة (2003)
- صاحب الاستحقاق الثقافي [الإنجليزية]‏ (2001)
- جائزة أنديرا غاندي (2001)
- جائزة رامون ماجسايساى (1997)
- جائزة فيليكس هوفويت-بواني للسلام  [لغات أخرى]‏ (1995)
- جائزة الحرية
- جائزة دلتا للتفاهم الدولي [الإنجليزية]‏
- وسام الحرية فيلادلفيا
- وسام جوقة الشرف من رتبة قائد
- وسام القديس ميخائيل والقديس جرجس من رتبة السيدة القائدة
- جائزة الحريات الأربع
- صليب القائد لنيشان استحقاق جمهورية ألمانيا الاتحادية
- وسام الصداقة الروسي.

## روابط خارجية
- ساداكو أوكاتا على موقع مونزينجر (الألمانية)
- ساداكو أوكاتا على موقع إن إن دي بي (الإنجليزية)